# Alinhamento megalítico

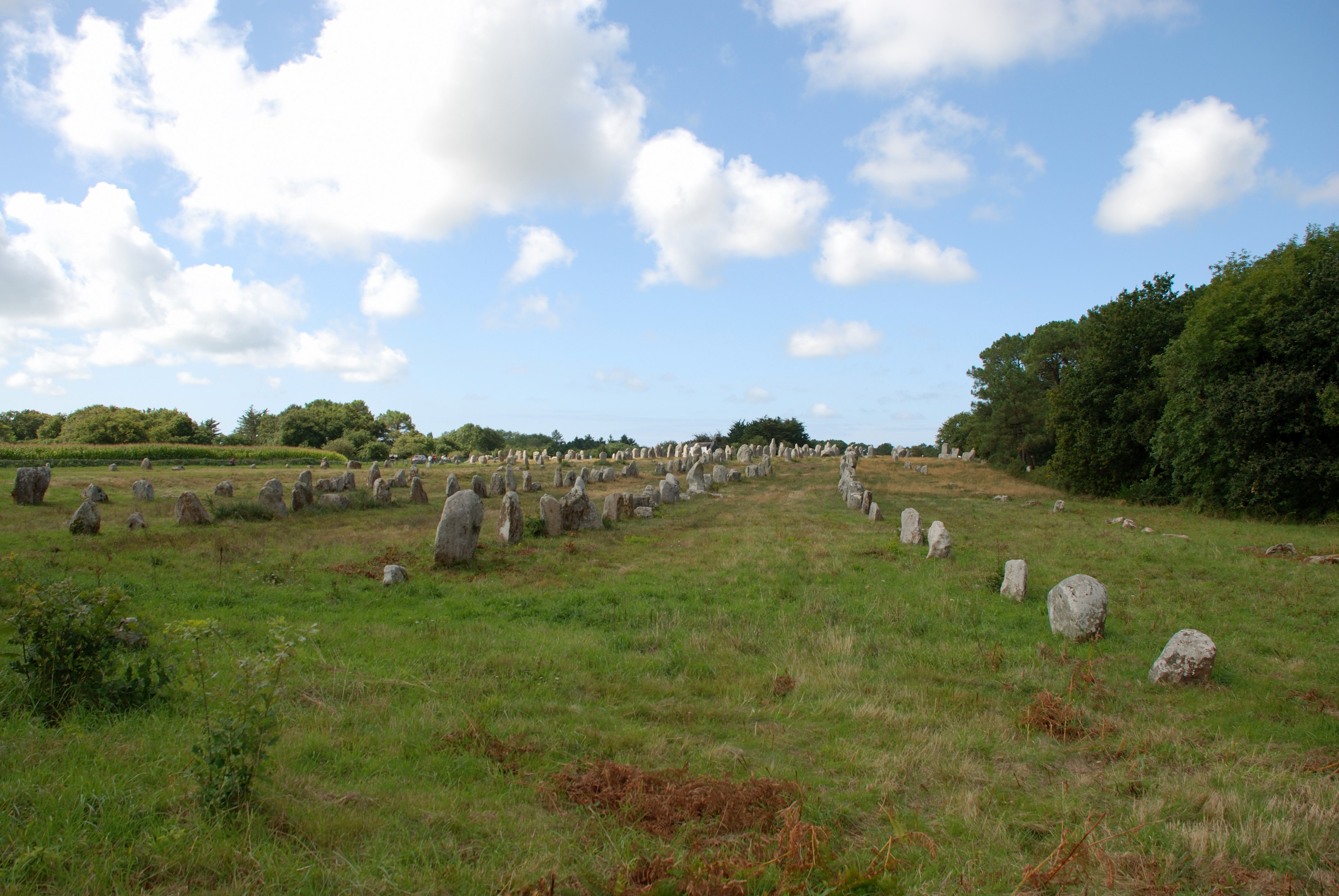
Alinhamento de Kermario, Carnac, na Bretanha, França.

Um alinhamento megalítico (ou alinhamento de pedras), é um ordenamento linear de menires paralelos situados a intervalos ao longo de um eixo, ou vários, usualmente datados no Neolítico tardio ou na Idade do bronze. As filas podem ser individuais ou em grupo. Três ou mais pedras alinhadas já podem ser consideradas como um alinhamento de pedras.

## Descrição
Os alinhamentos de pedras diferem das avenidas pré-históricas, em que as pedras ficam sempre numa linha reta em lugar de seguir uma rota mais bem curva. Os alinhamentos de pedras podem ser de poucos metros ou de vários quilômetros de longo e estão feitos de pedras que podem ser de até de 2 m, sendo o mais comum de cerca de 1 m de altura. As pedras terminais das filas podem coincidir com a maior, e outros elementos megalíticos ficam, por vezes, nos extremos, especialmente enterramentos em cairns. As pedras colocam-se a intervalos, e podem variar em altura ao longo da sequência, para proporcionar um aspecto degradado, embora não se saiba se isto foi feito deliberadamente. Os alinhamentos foram erigidos no Neolítico tardio e na Idade do Bronze pelos povos do litoral Atlântico, nas ilhas britânicas, partes da Escandinávia, noroeste da França, na Galiza e em Portugal.

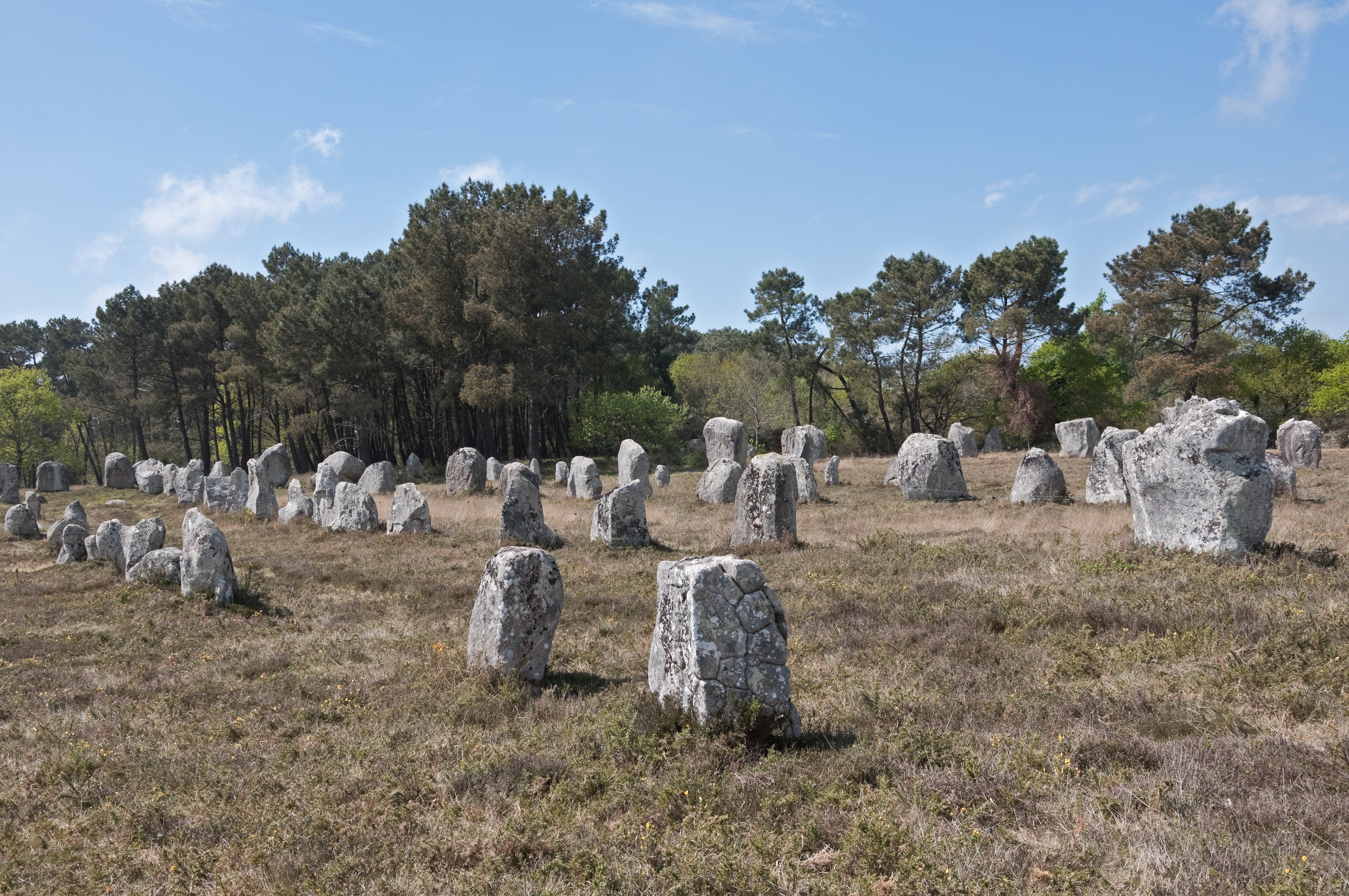
Parte do alinhamento de Kerlescan em Carnac (Bretanha, França).

Os mais famosos são as Rochas de Carnac, um conjunto de filas de pedra nas cercanias de Carnac, na Bretanha (França). Há um grande número de exemplos em Dartmoor incluindo a fila em Stall Down e três filas em Drizzlecombe e a Hill O Many Stanes em Caithness. Na Grã-Bretanha encontram-se exclusivamente nas zonas isoladas de páramos.

## Possível fim
O termo "alinhamento" por vezes indica que as filas se colocaram focadas a outros fatores, como outros monumentos ou elementos topográficos ou características astronômicas. Os arqueólogos tratam os alinhamentos de pedras como elementos discretos e "alinhamentos" referem que as pedras ficam alinhadas entre si, mais que a qualquer outra coisa. 
O seu fim, foi talvez religioso ou cerimonial, talvez marcando um caminho de procissão. Outra teoria é que cada geração erigiria uma nova pedra para contribuir para uma sequência que mostra uma presença contínua das pessoas.

## Exemplos
- Carnac - Centos de pedras, na Bretanha, França;
- Beenalaght - Seis pedras, County Cork, Irlanda;
- Eightercua - Quatro pedras, County Kerry, Irlanda;
- Knocknakilla - Quatro pedras (uma queda), County Cork, Irlanda.